# Challenger de Sarasota 2013
El Sarasota Open 2013 es un torneo de tenis profesional que se juega en tierra batida. Esta fue la 5.ª edición del torneo que forma parte del circuito ATP Challenger 2013 . Se llevó a cabo en Sarasota , Estados Unidos entre el 15 y el 21 de abril de 2013.

## Cabezas de serie

### Individual
| País                      | Jugador         | Rank1 | Preclasificado |
| ------------------------- | --------------- | ----- | -------------- |
| Bandera de Estados Unidos | Michael Russell | 72    | 1              |
| Bandera de Estados Unidos | Ryan Harrison   | 88    | 2              |
| Bandera de Argentina      | Martín Alund    | 94    | 3              |
| Bandera de Alemania       | Benjamin Becker | 95    | 4              |
| Bandera de Canadá         | Jesse Levine    | 97    | 5              |
| Bandera de Argentina      | Guido Pella     | 103   | 6              |
| Bandera de Estados Unidos | Tim Smyczek     | 110   | 7              |
| Bandera de Estados Unidos | Wayne Odesnik   | 119   | 8              |

- 1 Se ha tomado en cuenta el ranking del 8 de abril de 2013.

### Otros Participantes
Los siguientes jugadores recibieron invitaciones para participar en el cuadro principal (WC):
- Kyle Edmund
- Mitchell Frank
- Bjorn Fratangelo
- Tennys Sandgren

Los siguientes jugadores ingresaron al cuadro principal como alternativos (Alt):
- Somdev Devvarman
- Bradley Klahn
- Denys Molchanov

Los siguientes jugadores ingresaron al cuadro principal mediante la clasificación (Q):
- Ilija Bozoljac
- Jeong Suk-Young
- Alex Kuznetsov
- Lim Yong-Kyu

## Jugadores participantes en el cuadro de dobles

### Cabezas de serie
| País                      | Jugador         | País                      | Jugador       | Rank1 | Favorito |
| ------------------------- | --------------- | ------------------------- | ------------- | ----- | -------- |
| Bandera de Suecia         | Johan Brunström | Bandera de Estados Unidos | Eric Butorac  | 101   | 1        |
| Bandera del Reino Unido   | Jamie Murray    | Bandera de Australia      | John Peers    | 154   | 2        |
| Bandera de Estados Unidos | Nicholas Monroe | Bandera de Alemania       | Simon Stadler | 163   | 3        |
| Bandera de Alemania       | Benjamin Becker | Bandera de Italia         | Stefano Ianni | 298   | 4        |

- 1 Se ha tomado en cuenta el ranking del 8 de abril de 2013.

### Otros participantes
Los siguientes jugadores recibieron una invitación (wild card), por lo tanto ingresan directamente al cuadro principal:
- Terrell Celestine /  Siddhartha Chappidi
- Bjorn Fratangelo /  Mitchell Krueger
- Alex Kuznetsov /  Mischa Zverev

La siguiente pareja ingresa al cuadro principal a través de disputar el cuadro clasificatorio:
- Ilija Bozoljac /  Somdev Devvarman

## Campeones

### Individual Masculino
- Alex Kuznetsov  derrotó en la final a  Wayne Odesnik, 6–0, 6–2

### Dobles Masculino
- Ilija Bozoljac /  Somdev Devvarman  derrotaron en la final a  Steve Johnson /  Bradley Klahn, 6–7(5), 7–6(3), [11–9]

- Datos: Q11091057